# Ethaliella
Ethaliella is een geslacht van weekdieren uit de klasse van de Gastropoda (slakken).

## Soorten
- Ethaliella capillata (Gould, 1862)
- Ethaliella floccata (Sowerby, 1903)
- Ethaliella pulchella (A. Adams, 1855)
- Ethaliella rhodomphala (E. A. Smith, 1903)